# Подорожі в часі у фантастичній літературі

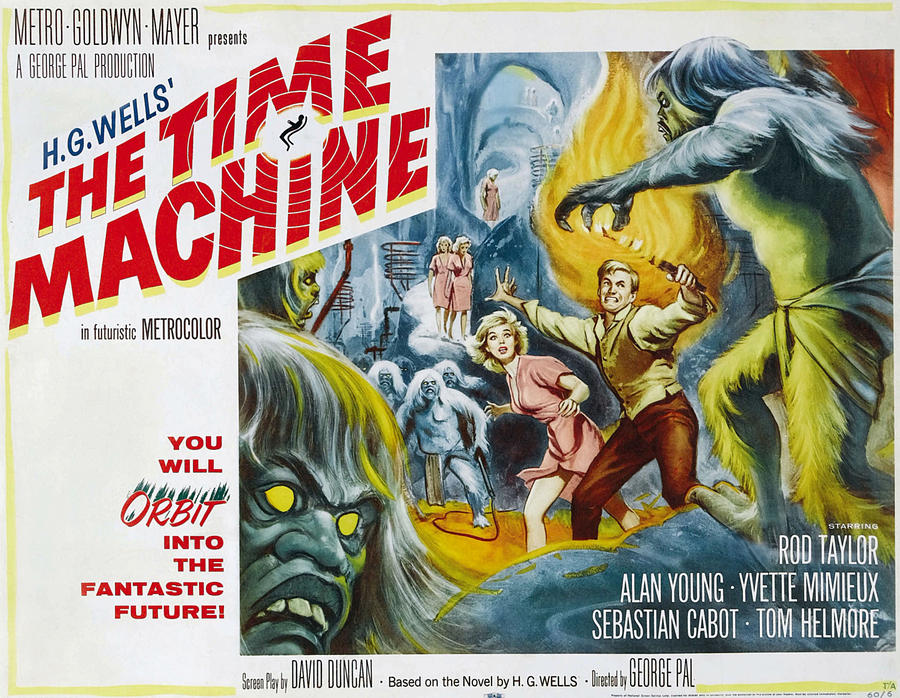
Постер до екранізації повісті Герберта Уеллса 1895 року «Машина часу» 1960 року

Подорож у часі — поширена тема в художній літературі, в основному з кінця ХІХ століття, і зображується в різноманітних медіа, таких як література, телебачення, кіно та реклама.
Концепція подорожі в часі механічними засобами була популяризована в оповіданні Герберта Веллса «Машина часу» 1895 року. Загалом історії подорожей у часі зосереджені на наслідках подорожей у минуле чи майбутнє. Центральна передумова для цих історій часто передбачає зміну історії, навмисно чи випадково, і способи, за допомогою яких зміна минулого змінює майбутнє та створює змінене сьогодення чи майбутнє для мандрівника в часі після повернення додому. В інших випадках передумова полягає в тому, що минуле неможливо змінити або що майбутнє заздалегідь визначене, а дії головного героя виявляються або несуттєвими, або властивими подіям, як вони спочатку розгорталися. Деякі історії зосереджуються виключно на парадоксах і альтернативних часових шкалах, які приходять із подорожами в часі, а не на самій подорожі в часі. Вони часто надають певний соціальний коментар, оскільки подорожі в часі забезпечують «необхідний ефект дистанціювання», що дозволяє науковій фантастиці метафорично розглядати сучасні проблеми.

## Механізми
Подорожі в часі в сучасній художній літературі іноді досягаються за допомогою просторових і часових викривлень, що випливають із наукової теорії загальної теорії відносності. Історії з античності часто показували подорожі в часі в майбутнє через ковзання в часі, викликане подорожами чи сном, або в інших випадках, подорожі в часі в минуле за допомогою надприродних засобів, наприклад, викликаних ангелами або духами.

### Ковзання часу
Проміжок часу — це сюжетний прийом у фентезі та науковій фантастиці, у якому людина або група людей ніби подорожує в часі невідомим шляхом. Ідея ковзання в часі використовувалася у фентастиці ХІХ століття, раннім прикладом є твір Вашингтона Ірвінга 1819 року «Ріп Ван Вінкль», де механізмом подорожі в часі є надзвичайно довгий сон. «Янкі з Коннектикуту при дворі короля Артура» Марка Твена 1889 року справила значний вплив на пізніших письменників. Першим романом, який містить і подорожі в минуле, і подорожі в майбутнє, і повернення в сьогодення, є роман Чарльза Дікенса «Різдвяна пісня» 1843 року.
Ковзання в часі є одним із головних сюжетних прийомів історій про подорожі в часі, іншим є машина часу. Різниця полягає в тому, що в історіях проковзування часу головний герой зазвичай не контролює та не розуміє процесу (який часто взагалі ніколи не пояснюється), і він або залишений у минулому чи майбутньому часі, і повинен використовувати його якнайкраще, або зрештою повертається через процес, такий же непередбачуваний і неконтрольований, як і вихід. Сюжетний прийом популярний і в дитячій літературі. У фільмі 2011 року «Опівночі в Парижі» так само показано, що подорож у часі відбувається без пояснення механізму, оскільки режисер «уникає „реалістичної“ внутрішньої логіки, яка могла б пояснити подорож у часі, водночас відмовляючись від експериментальних методів викривлення часу на користь прямого монтажу та фантастична розповідь».

### Спілкування з майбутнього
У літературі спілкування з майбутнього є сюжетним прийомом у деяких науково-фантастичних і фантастичних оповіданнях. Форрест Акерман у своїй антології найкращої художньої літератури року 1973 року зазначив, що «тема отримання завтрашньої газети є постійною». Ранній приклад цього пристрою можна знайти в оповіданні Герберта Веллса 1932 року «Дивна історія газети Браунлоу», в якому розповідається про людину, яка отримує такий папір від 40 років у майбутньому. У фільмі 1944 року «Це сталося завтра» також використовується цей прийом, де головний герой отримує завтрашню газету від літнього колеги (який, можливо, привид). Антологія Акермана також висвітлює новелу Роберта Сілверберга 1972 року «Що ми дізналися з цієї ранкової газети». У цій історії група власників будинків прокидається та виявляє, що 22 листопада вони отримали газету Нью-Йорк таймс за 1 грудня:38 Коли персонажі дізнаються про майбутні події, які впливають на них, через газету, доставлену за тиждень раніше, кінцевим ефектом є те, що це «так засмучує майбутнє, що простір-час знищується».:165 Телевізійний серіал Ранковий випуск, подібний до фільму Це сталося завтра, також обертався навколо персонажа, який щодня отримував завтрашню газету:235 і прагнув змінити певну подію в цьому прогнозі.
Газета з майбутнього може бути вигаданим виданням справжньої газети або цілком вигаданою газетою. Роман Джона Букена 1932 року Розрив у завісі подібним чином базується на групі людей, які можуть на мить побачити матеріал у газеті Таймс за один рік у майбутньому. Під час загальних виборів у Швеції 2006 року шведська ліберальна партія використовувала передвиборчі плакати, які виглядали як новини, під назвою Framtidens nyheter («Новини майбутнього»), із зображенням майбутньої Швеції, яка стала тим, чого хотіла партія.
Повідомлення з майбутнього викликає питання про здатність людей контролювати свою долю.:165 У візуальному романі Steins;Gate персонажі надсилають короткі текстові повідомлення назад у часі, щоб запобігти катастрофі, лише для того, щоб виявити, що їхні проблеми загострюються через те, що вони не знають, як люди в минулому насправді використають цю інформацію.

### Передбачення
Передбачення досліджувалося як форма подорожі в часі в художній літературі. Письменник Джон Бойнтон Прістлі писав про це як у художній, так і в науково-дослідній літературі, аналізуючи свідчення про передбачення та інші «часові аномалії» у своїй книзі «Людина і час». Його книги включають подорожі в часі в майбутнє через сновидіння, які після пробудження призводять до спогадів із майбутнього. Такі спогади, пише він, також можуть призвести до відчуття дежавю, що теперішні події вже були пережиті, а тепер переживаються заново. Безпомилкове передбачення, яке описує майбутнє таким, яким воно є насправді, може призвести до причинно-наслідкових зв'язків, одна з форм яких досліджується в парадоксі Ньюкомба. Фільм «12 мавп» багато в чому стосується тем приречення та комплексу Кассандри, де головний герой, який подорожує в часі, пояснює, що він не може змінити минуле.
Головна героїня оповідання «Історія твого життя» відчуває життя як накладення сьогодення та всього свого життя, включаючи майбутнє, як наслідок вивчення інопланетної мови. Розумова здатність є припущенням, заснованим на гіпотезі Сепіра-Ворфа.

### Часова петля
«Петля часу» або «петля часу» — сюжетний прийом, у якому періоди часу повторюються та переживаються персонажами, і часто є певна надія вирватися з циклу повторення. Часові петлі іноді називають часовими парадоксами, але ці два поняття відрізняються. Незважаючи на схожість, причинно-наслідкові петлі є незмінними та виникають самі, тоді як часові петлі постійно скидаються. У часовій петлі, коли виконується певна умова, наприклад смерть персонажа або годинник досягає певного часу, цикл починається знову, при цьому один або більше персонажів зберігають спогади з попереднього циклу. Історії з часовими петлями зазвичай зосереджені на тому, що персонаж навчається з кожного наступного циклу в часі.

### Переживання часу навпаки
У деяких засобах масової інформації певні персонажі представлені такими, що рухаються в часі назад. Це дуже давня концепція, деякі джерела стверджують, що англійський міфологічний персонаж Мерлін жив назад і, здається, міг пророкувати майбутнє, оскільки для нього це була пам'ять. Ця традиція була відображена в деяких сучасних вигаданих розповідях про персонажа. У книзі Пірса Ентоні «Несучи пісочний годинник», другій із восьми книг серії «Втілення безсмертя», персонаж Нортона стає втіленням Часу та продовжує своє життя, живучи назад у часі. У фільмі «Доктор Стрендж» 2016 року персонаж використовує камінь часу, один із каменів нескінченності у кінематографічному всесвіті Marvel, щоб повернути час у зворотному напрямку, повертаючи при цьому час назад. 
У фільмі «Тенет» персонажі подорожують у часі, не стрибаючи назад, але переживаючи минулу реальність у зворотному напрямку та з тією ж швидкістю, пройшовши через «турнікет» і доки вони не повернуться до нормального потоку часу, пройшовши знову через такий пристрій. Тим часом дві версії мандрівника в часі співіснують (і не повинні зустрічатися, щоб не знищити одна одну): та, яка «мандрувала вперед» (існувала нормально) до входу в турнікет, і та, що рухалася назад від турнікета. Закони термодинаміки діють на протилежні для людей і об'єктів, які подорожують у часі, тому, наприклад, подорож назад вимагає використання респіратора. Об'єкти, залишені мандрівниками в часі, підкоряються «зворотній термодинаміці»; наприклад, кулі, випущені або навіть просто відкладені під час руху назад, повертаються до зброї (прямого руху).

### Запис
Герої не подорожують у часі, а сприймають інші часи через запис. Залежно від технології, вони можуть мінімально звертатися до запису або максимально взаємодіяти з ним як зі змодельованою реальністю, яка може причинно відхилятися від початкової шкали часу з точки взаємодії. Запис можна переглядати кілька разів, таким чином забезпечуючи механізм часової петлі.
У романі Філіпа Діка «Людина у високому замку» представлені книги, що розповідають про альтернативну хронологію. Телесеріал переносить механізм книжок на кінохроніку. До речі, альтернативна шкала часу є історичною шкалою часу, на відміну від альтернативної історії творів, тому записи також функціонують як метапосилання на шкалу часу, яку переживають автори та споживачі творів.
Сюжет фільму «Початковий код» представляє змодельовану зациклену в часі реальність, засновану на спогадах мертвої людини.

## Теми

### Часовий парадокс
Ідея зміни минулого є логічно суперечливою, створюючи ситуації, подібні до часового парадоксу, коли мандрівники в часі повертаються в минуле та змінюють минуле таким чином, що впливає на їх власне майбутнє, наприклад, вбиваючи власних бабусь і дідусів. Інженер Пол Дж. Нахін стверджує, що «хоча сьогодні консенсус полягає в тому, що минуле не можна змінити, письменники-фантасти використовували ідею зміни минулого для гарного ефекту історії».:267 Подорож у часі в минуле та передчуття без можливості змінити події можуть призвести до причинно-наслідкових петель.
Можливість того, що персонажі ненавмисно чи навмисно змінюють минуле, породила ідею «поліції часу», тобто людей, яким доручено запобігати таким змінам, самостійно беручи участь у подорожах у часі, щоб виправити такі зміни.

#### Альтернативне майбутнє, історія, часові рамки та виміри
Альтернативне майбутнє або альтернативне майбутнє — це можливе майбутнє, яке ніколи не здійсниться, як правило, коли хтось повертається в минуле і змінює його так, що події альтернативного майбутнього не можуть відбутися, або коли відбувається зв'язок із майбутнього в минуле спричинило зміни, які змінюють майбутнє.:165 Альтернативні історії можуть існувати «пліч-о-пліч», коли мандрівник у часі фактично потрапляє в різні виміри, змінюючи час.

#### Ефект метелика
Ефект метелика — уявлення про те, що невеликі події можуть мати великі, широкомасштабні наслідки. Цей термін описує події, що спостерігаються в теорії хаосу, де дуже невелика зміна початкових умов призводить до дуже різних результатів. Термін був введений математиком Едвардом Лоренцем через роки після того, як явище було вперше описано.
Ефект метелика знайшов свій шлях до народної уяви. Наприклад, у оповіданні Рея Бредбері «Гуркіт грому» 1952 року вбивство однієї комахи за мільйони років у минулому кардинально змінює світ, а у фільмі «Ефект метелика» 2004 року невеликі зміни головного героя у його минулому призводять до крайніх зміни.

### Часовий туризм
«Особливий піджанр» історій досліджує подорожі в часі як засіб туризму, де мандрівникам цікаво відвідати такі періоди чи події, як вікторіанська ера чи розп'яття Христа, або зустрітися з історичними особами, такими як Авраам Лінкольн чи Людвіг ван . Бетховен. Цю тему можна розглядати з двох або трьох напрямків. Раннім прикладом сучасних туристів, які подорожують у минуле, є твір Рея Бредбері «Гуркіт грому» 1952 року, де головними героями є мисливці за великою дичиною, які подорожують у далеке минуле, щоб полювати на динозаврів. Раннім прикладом іншого типу, в якому туристи з майбутнього відвідують сьогодення, є «Вінтажний сезон» Кетрін Люсіль Мур і Генрі Каттнера 1946 року. Останній тип людей, які подорожують у часі в майбутнє, описаний у другій книзі серії «Путівник Галактикою» Дугласа Адамса «Ресторан „Кінець світу“», яка, як видно з назви, включає ресторан, який існує наприкінці Всесвіту. У ресторані люди, які подорожували в часі з усього просторово-часового континууму (особливо багаті), приходили до ресторану, щоб побачити вибух всесвіту, який повторюють.

### Війна часу
Енциклопедія наукової фантастики описує війну часу як вигадану війну, яка «ведеться в часі, зазвичай кожна сторона свідомо використовує подорожі в часі… у спробі встановити перевагу тієї чи іншої версії історії». Війни часу також відомі як «війни змін» і «хроновійни». Приклади включають Кліффорда Сімака 1951 Знову і знову, Баррінгтона Дж. Бейлі 1974 Падіння Хронополя та Метью Костелло 1990 Час лиса.:267

### Історія про привидів
Дослідниця Барбара Бронлов написала, що традиційні історії про привидів фактично є ранньою формою подорожей у часі, оскільки вони зображують живих людей сьогодення, які взаємодіють з (мертвими) людьми минулого. Як приклад вона зазначила, що «Доктор Фавст» Крістофера Марлоу викликав Олену Троянську і зустрів її, коли вона встала з могили.

## Подальше читання
- Gleick, James (2016). Time Travel: A History. Pantheon. ISBN 978-0-307908797.
- Nahin, Paul J. (1999). Time Machines: Time Travel in Physics, Metaphysics, and Science Fiction (вид. 2nd). New York: Springer. ISBN 978-0-387985718.